# Google Sky
Google Sky (Google небо) — додаток Google Maps та Google Earth, дозволяє переглядати космічний простір, що оточує Землю. Створено за допомогою космічного телескопа Габбл. Випущено 27 серпня 2007 року.

## Google Earth
Першу версію Google Sky було створено на віртуальному глобусі під назвою Google Earth. Вона містить декілька шарів, аналогічно режиму землі. Вона зіставлена із зображеннями на внутрішній сфері Google Earth, і розглядається зсередини, з центру. Нині Google Earth стикається з конкуренцією з боку WorldWide Telescope, створеного Microsoft.

## Шари
- Поточні події на небі
- Наша сонячна система: показує розташування об'єктів, орбіт і інформацію про сонячну систему.
- Двір астрономії: показує інформацію про сузір'я і інші пам'ятки.
- Космічні телескопи
  - Габбл
  - IRAS
- Центр утворення
  - Фотографії неба і аудіозаписи
  - Віртуальний туризм
  - Посібник користувача по галактиці
  - Життя зірки
- Історичні карти неба
  - Карти зоряного неба Рамсея
  - Карта сузір'їв
  - Співтовариство: форум у рамках Співтовариства Google Earth.

## Вебсайт
Google також випустив Інтернет-версію Google Sky, яку було створено у відповідь на популярність додатка Google Earth. Ця версія доступна без скачування, і була створена 13 березня 2008 року. Ця версія випущена на 26 мовах (є першим продуктом Google Maps для підтримки мов).
Можливості:
- Пошук
- Шари
  - Інфрачервоні карти
  - Мікрохвильові карти
  - Історичні карти
- Галерея
  - Галерея фотографій від Габбла і інших телескопів
  - Галерея рентгенівських знімків Чандра
  - Галерея ультрафіолетових знімків GALEX
  - Галерея інфрачервоних знімків Спітцера.
- Поточні позиції планет і сузір'їв.

## Ресурси Інтернету
- http://www.google.com/sky/ [Архівовано 24 лютого 2011 у Wayback Machine.]